# هوفين هوفيجنيول
هوفين هوفيجنيول (بالفرنسية: Houvin-Houvigneul)‏ هي بلدية تقع في إقليم باد كاليه من منطقة نور با دو كاليه في شمال فرنسا. تبلغ مساحة هذه المدينة 8.66 (كم²)، وترتفع عن سطح البحر 143 م، يبلغ عدد سكانها 228 نسمة حسب إحصاء المعهد الوطني للإحصاء والدراسات الاقتصادية سنة 2009 م. وترأس René Delbée البلدية خلال فترة (2008-2014).